# Venetz Peak
Il Venetz Peak (Picco Venetz), è una vetta che si eleva fino a circa 1.500 m, e che sormonta il bordo sudorientale del Bonney Bowl, nei Monti Herbert, nella Catena di Shackleton, Terra di Coats in Antartide. 
Fu fotografato dall'aereo dalla U.S. Navy nel 1967, e ispezionato dalla British Antarctic Survey (BAS) nel 1968-71. Ricevette questa denominazione nel 1971 dal Comitato britannico per i toponimi antartici (UK-APC), in onore dell'ingegnere e geologo glaciale svizzero Ignaz Venetz-Sitten (1788-1859) che, nel 1821, aveva espresso per primo in dettaglio l'dea che i ghiacciai alpini fossero un tempo molto più estesi.